# Fénay
Fénay település Franciaországban, Côte-d’Or megyében. Lakosainak száma 1724 fő (2022. január 1.). Fénay Longvic, Saulon-la-Rue, Saulon-la-Chapelle, Bretenière, Brochon, Fixin, Gevrey-Chambertin, Marsannay-la-Côte, Ouges és Perrigny-lès-Dijon községekkel határos.

## Népesség
A település népességének változása:
| Lakosok száma | 414  | 1226 | 1346 | 1307 | 1547 | 1559 | 1616 | 1660 | 1673 | 1724 |
|               | 1968 | 1982 | 1990 | 2006 | 2013 | 2015 | 2017 | 2019 | 2020 | 2022 |